# Préfailles
Préfailles est une commune de l'Ouest de la France, située dans le département de la Loire-Atlantique, en région Pays de la Loire.
Ses habitants s'appellent les Préfaillais et les Préfaillaises.
Préfailles comptait 1269 habitants au recensement du 1er janvier 2021.

## Géographie

### Situation

Situation de la commune de Préfailles dans le département de la Loire-Atlantique.

La commune fait partie de la Bretagne historique, dans le pays traditionnel du pays de Retz et dans le pays historique du Pays nantais.
Préfailles est située sur la partie sud de la Côte de Jade, à 25 km au sud de Saint-Nazaire et 55 km au sud-ouest de Nantes ; elle inclut la pointe Saint-Gildas à l'extrémité occidentale du pays de Retz.
Les communes limitrophes sont La Plaine-sur-Mer au nord et Pornic (quartier de Sainte-Marie-sur-Mer) à l'est.

### Géographie physique
La commune n'est parcourue par aucun cours d'eau et son relief est relativement plat, son altitude moyenne est de 5 mètres. L'est du territoire est traversé par plusieurs vallées, notamment celle de Pasquin.
La côte est orientée au nord-ouest puis au sud, de part et d'autre de la pointe Saint-Gildas ; c'est une côte rocheuse, relativement découpée, comprenant une succession de plages séparées par des zones rocheuses, et qui à certains endroits présente des falaises escarpées et dangereuses. La côte sud fait face à l'île de Noirmoutier et constitue l'entrée nord de la baie de Bourgneuf.
On peut apercevoir, depuis sa côte, les îles de Noirmoutier et du Pilier.

### Communes limitrophes
Les communes limitrophes sont La Plaine-sur-Mer et Pornic.

### Climat
Pour des articles plus généraux, voir Climat des Pays de la Loire et Climat de la Loire-Atlantique.
En 2010, le climat de la commune est de type climat océanique altéré, selon une étude du CNRS s'appuyant sur une série de données couvrant la période 1971-2000. En 2020, Météo-France publie une typologie des climats de la France métropolitaine dans laquelle la commune est exposée à un climat océanique et est dans la région climatique  Bretagne orientale et méridionale, Pays nantais, Vendée, caractérisée par une faible pluviométrie en été et une bonne insolation. 
Pour la période 1971-2000, la température annuelle moyenne est de 12,3 °C, avec une amplitude thermique annuelle de 12,5 °C. Le cumul annuel moyen de précipitations est de 756 mm, avec 12,5 jours de précipitations en janvier et 6,2 jours en juillet. Pour la période 1991-2020, la température moyenne annuelle observée sur la station météorologique de Météo-France la plus proche, sur la commune de Noirmoutier-en-l'Île à 14 km à vol d'oiseau, est de 13,4 °C et le cumul annuel moyen de précipitations est de 704,1 mm,. Pour l'avenir, les paramètres climatiques de la commune estimés pour 2050 selon différents scénarios d'émission de gaz à effet de serre sont consultables sur un site dédié publié par Météo-France en novembre 2022.

## Urbanisme

### Typologie
Au 1er janvier 2024, Préfailles est catégorisée bourg rural, selon la nouvelle grille communale de densité à sept niveaux définie par l'Insee en 2022.
Elle appartient à l'unité urbaine de Saint-Nazaire, une agglomération intra-départementale regroupant 17  communes, dont elle est une commune de la banlieue,,. Par ailleurs la commune fait partie de l'aire d'attraction de Pornic, dont elle est une commune de la couronne,. Cette aire, qui regroupe 7 communes, est catégorisée dans les aires de moins de 50 000 habitants,.
La commune, bordée par l'océan Atlantique, est également une commune littorale au sens de la loi du 3 janvier 1986, dite loi littoral. Des dispositions spécifiques d’urbanisme s’y appliquent dès lors afin de préserver les espaces naturels, les sites, les paysages et l’équilibre écologique du littoral, tel le principe d'inconstructibilité, en dehors des espaces urbanisés, sur la bande littorale des 100 mètres, ou plus si le plan local d’urbanisme le prévoit.

### Occupation des sols
L'occupation des sols de la commune, telle qu'elle ressort de la base de données européenne d’occupation biophysique des sols Corine Land Cover (CLC), est marquée par l'importance des territoires artificialisés (49,3 % en 2018), en augmentation par rapport à 1990 (42,6 %). La répartition détaillée en 2018 est la suivante : 
zones urbanisées (49,3 %), zones agricoles hétérogènes (33,6 %), milieux à végétation arbustive et/ou herbacée (10,7 %), terres arables (5 %), prairies (1,1 %), zones humides côtières (0,3 %). L'évolution de l’occupation des sols de la commune et de ses infrastructures peut être observée sur les différentes représentations cartographiques du territoire : la carte de Cassini (XVIIIe siècle), la carte d'état-major (1820-1866) et les cartes ou photos aériennes de l'IGN pour la période actuelle (1950 à aujourd'hui).

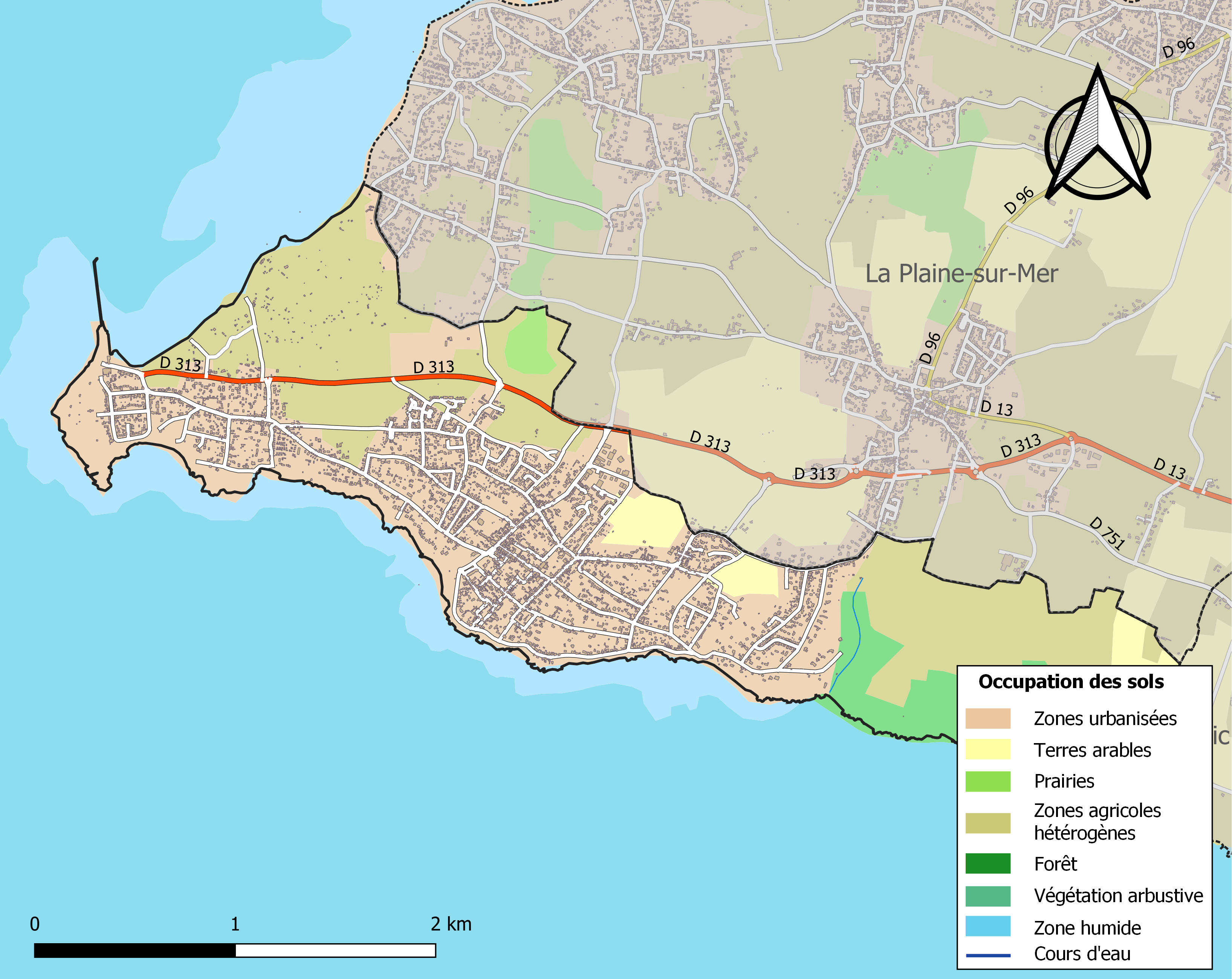
Carte des infrastructures et de l'occupation des sols de la commune en 2018 (CLC).

## Toponymie
Préfailles se situe dans la zone de transition linguistique entre le gallo et le poitevin. En gallo, le nom peut s'écrire Prefâille selon l'écriture ABCD; Préfaylh selon l'écritureELG, ou Préfâlh selon l'écriture MOGA. En gallo, le nom de la commune se prononce également [pʁefɑj].
Un nom en breton est attesté sous la forme Pradvael à la fin du XXe siècle.

## Histoire
Saint Gildas aurait débarqué au VIIIe siècle, à la pointe qui porte aujourd'hui son nom (anciennement Pointe de Chevesché).
La première maison estivale apparaît à Préfailles en 1743. En 1788, on découvre une source ferrugineuse à Port-Meleu et dès 1812 des centaines de curistes viennent bénéficier de ses bienfaits.
Au XIXe siècle, Préfailles est déjà une station balnéaire réputée grâce à la source ferrugineuse de Quirouard. En 1900, Hippolyte Durand Gasselin songe à aménager les abords de cette source ; le débit est alors de 250 litres à l'heure et les docteurs Hectot, Bobierre, Guépin célèbrent les vertus curatives de cette eau.
En 1906, le train arrive dans la station, grâce à un embranchement de 1,6 km de la ligne Pornic-Paimbœuf venant de La Plaine-sur-Mer dont Préfailles est administrativement dépendant.
En 1908, ce hameau devient une commune indépendante : à la suite de diverses querelles politiques, économiques et religieuses, la loi du 19 février organise le démembrement de la commune de La Plaine pour permettre la création de celle de Préfailles.
En 1931, la pointe Saint-Gildas est le témoin de la disparition d'un bateau d'excursion : le Saint-Philibert. Cinq cents Nantais, revenant de Noirmoutier, se trouvent à son bord. Seules huit personnes sont rescapées de ce naufrage.
En 1939, la ligne ferroviaire Pornic-Paimbœuf est fermée, le réseau étant alors remplacé par un service d'autocars.

## Politique et administration

### Liste des maires
| Période                                  | Période      | Identité             | Étiquette   | Qualité                                                       |
| ---------------------------------------- | ------------ | -------------------- | ----------- | ------------------------------------------------------------- |
| 1908                                     | 1932         | Léon Hamelle         | Républicain | Avocat, Conseiller Général du canton de Pornic de 1919 à 1932 |
| 1932                                     | 1945         | Auguste Juliot       |             | Boulanger                                                     |
| 1945                                     | 1947         | Dr Georges Drouart   |             | Médecin                                                       |
| 1947                                     | 1959         | René Deffain         |             | Marchand, possède le Grand Bazar                              |
| 1959                                     | 1961         | Louis Berthaud       |             | Directeur d'assurances sociales                               |
| 1961                                     | 1965         | Marcel Masson        |             |                                                               |
| 1965                                     | 1977         | Pierre Levet         |             |                                                               |
| 1977                                     | 1989         | Pierre Allais        |             | Garagiste                                                     |
| mars 1989                                | octobre 1989 | François Nicolas     |             |                                                               |
| octobre 1989                             | 1995         | Roger Maine          |             |                                                               |
| 1995                                     | 2001         | Emile-Jacques Loysel |             |                                                               |
| mars 2001                                | mars 2014    | Jean-Luc Le Brigand  |             | chef d'entreprise, gérant de société                          |
| mars 2014                                | En cours     | Claude Caudal        | SE          | ingénieur géomètre                                            |
| Les données manquantes sont à compléter. |              |                      |             |                                                               |

### Jumelages
- Villaz (France)

## Population et société

### Démographie
Selon le classement établi par l'Insee, Préfailles fait partie de l'aire urbaine, de l'unité urbaine et du bassin de vie de Saint-Brevin-les-Pins et de la zone d'emploi de Saint-Nazaire. Toujours selon l'Insee, en 2010, la répartition de la population sur le territoire de la commune était considérée comme « peu dense » : 99 % des habitants résidaient dans des zones « peu denses »  et 1 % dans des zones « très peu denses ».

#### Évolution démographique
La commune est créée en 1908 par démembrement de La Plaine-sur-Mer.
L'évolution du nombre d'habitants est connue à travers les recensements de la population effectués dans la commune depuis 1911. Pour les communes de moins de 10 000 habitants, une enquête de recensement portant sur toute la population est réalisée tous les cinq ans, les populations de référence des années intermédiaires étant quant à elles estimées par interpolation ou extrapolation. Pour la commune, le premier recensement exhaustif entrant dans le cadre du nouveau dispositif a été réalisé en 2004.

En 2022, la commune comptait 1 246 habitants, en évolution de +1,88 % par rapport à 2016 (Loire-Atlantique : +6,68 %, France hors Mayotte : +2,11 %).
| 1911 | 1921 | 1926 | 1931 | 1936 | 1946 | 1954 | 1962 | 1968 |
| ---- | ---- | ---- | ---- | ---- | ---- | ---- | ---- | ---- |
| 528  | 505  | 473  | 471  | 502  | 567  | 618  | 619  | 601  |

| 1975 | 1982 | 1990 | 1999  | 2004  | 2006  | 2009  | 2014  | 2019  |
| ---- | ---- | ---- | ----- | ----- | ----- | ----- | ----- | ----- |
| 628  | 775  | 857  | 1 038 | 1 158 | 1 182 | 1 255 | 1 212 | 1 237 |

| 2022  | - | - | - | - | - | - | - | - |
| ----- | - | - | - | - | - | - | - | - |
| 1 246 | - | - | - | - | - | - | - | - |

#### Pyramide des âges
La population de la commune est relativement âgée.
En 2018, le taux de personnes d'un âge inférieur à 30 ans s'élève à 18,2 %, soit en dessous de la moyenne départementale (37,3 %). À l'inverse, le taux de personnes d'âge supérieur à 60 ans est de 56,6 % la même année, alors qu'il est de 23,8 % au niveau départemental.
En 2018, la commune comptait 602 hommes pour 640 femmes, soit un taux de 51,53 % de femmes, légèrement supérieur au taux départemental (51,42 %).
Les pyramides des âges de la commune et du département s'établissent comme suit.
| Hommes | Classe d’âge | Femmes |
| ------ | ------------ | ------ |
| 0,8    | 90 ou +      | 2,5    |
| 13,8   | 75-89 ans    | 17,9   |
| 39,5   | 60-74 ans    | 38,5   |
| 16,0   | 45-59 ans    | 17,9   |
| 8,5    | 30-44 ans    | 7,8    |
| 12,8   | 15-29 ans    | 8,0    |
| 8,5    | 0-14 ans     | 7,4    |

| Hommes | Classe d’âge | Femmes |
| ------ | ------------ | ------ |
| 0,6    | 90 ou +      | 1,8    |
| 6      | 75-89 ans    | 8,6    |
| 15,1   | 60-74 ans    | 16,4   |
| 19,4   | 45-59 ans    | 18,8   |
| 20,1   | 30-44 ans    | 19,3   |
| 19,2   | 15-29 ans    | 17,4   |
| 19,5   | 0-14 ans     | 17,6   |

## Culture et patrimoine

### Lieux et monuments
- La pointe Saint-Gildas
- Le phare de la pointe Saint-Gildas et son sémaphore-musée
- Site de la Roche Percée
- La source ferrugineuse, désormais tarie
- Un quartier de Préfailles porte le nom de Port-aux-Goths, en souvenir des pirates goths qui ont sévi dans la région.
- L'écluse à poissons

Nature et culture
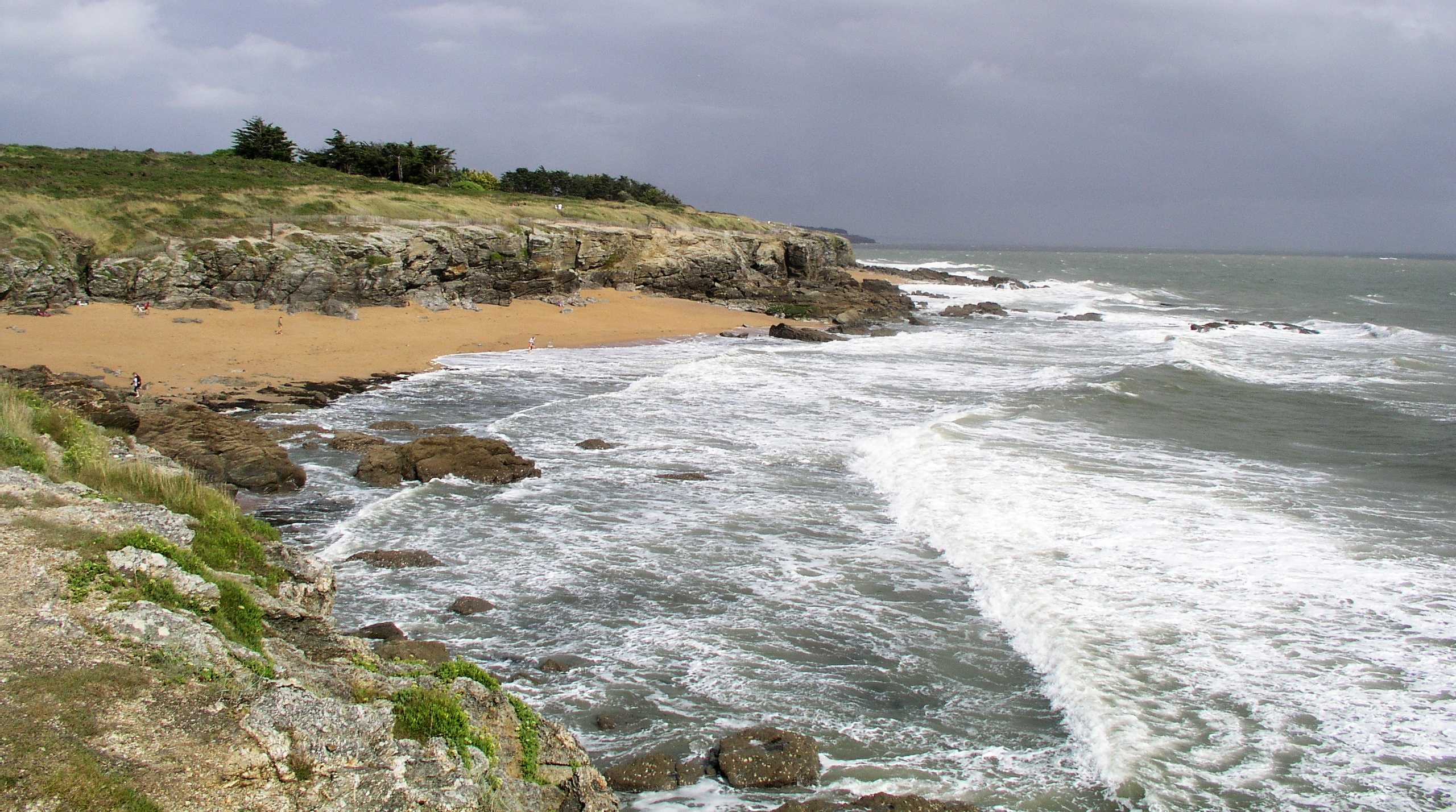
Rochers et plage de Biochon.
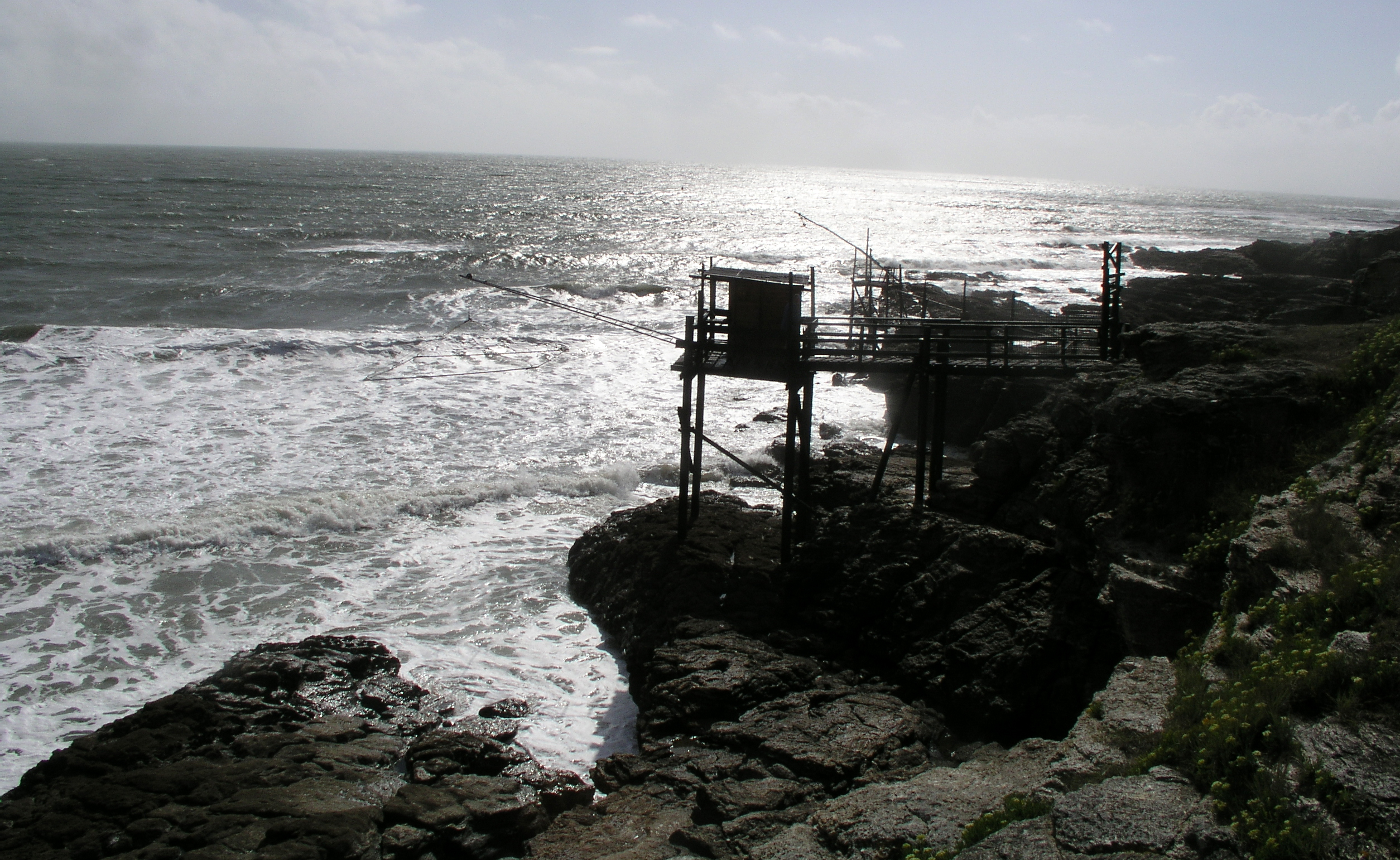
Pêcheries de Port-aux-Goths.
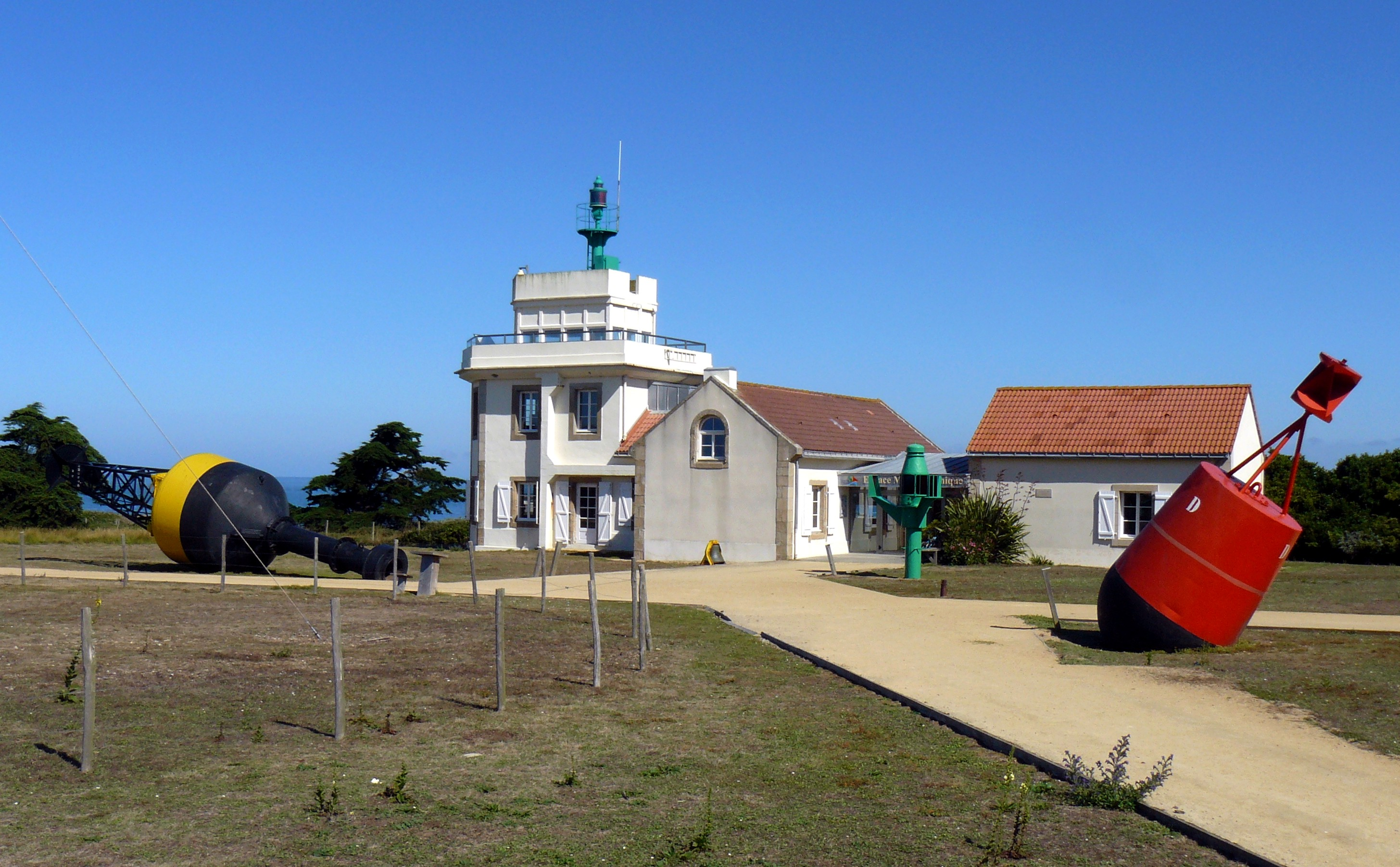
Phare de la Pointe Saint-Gildas.
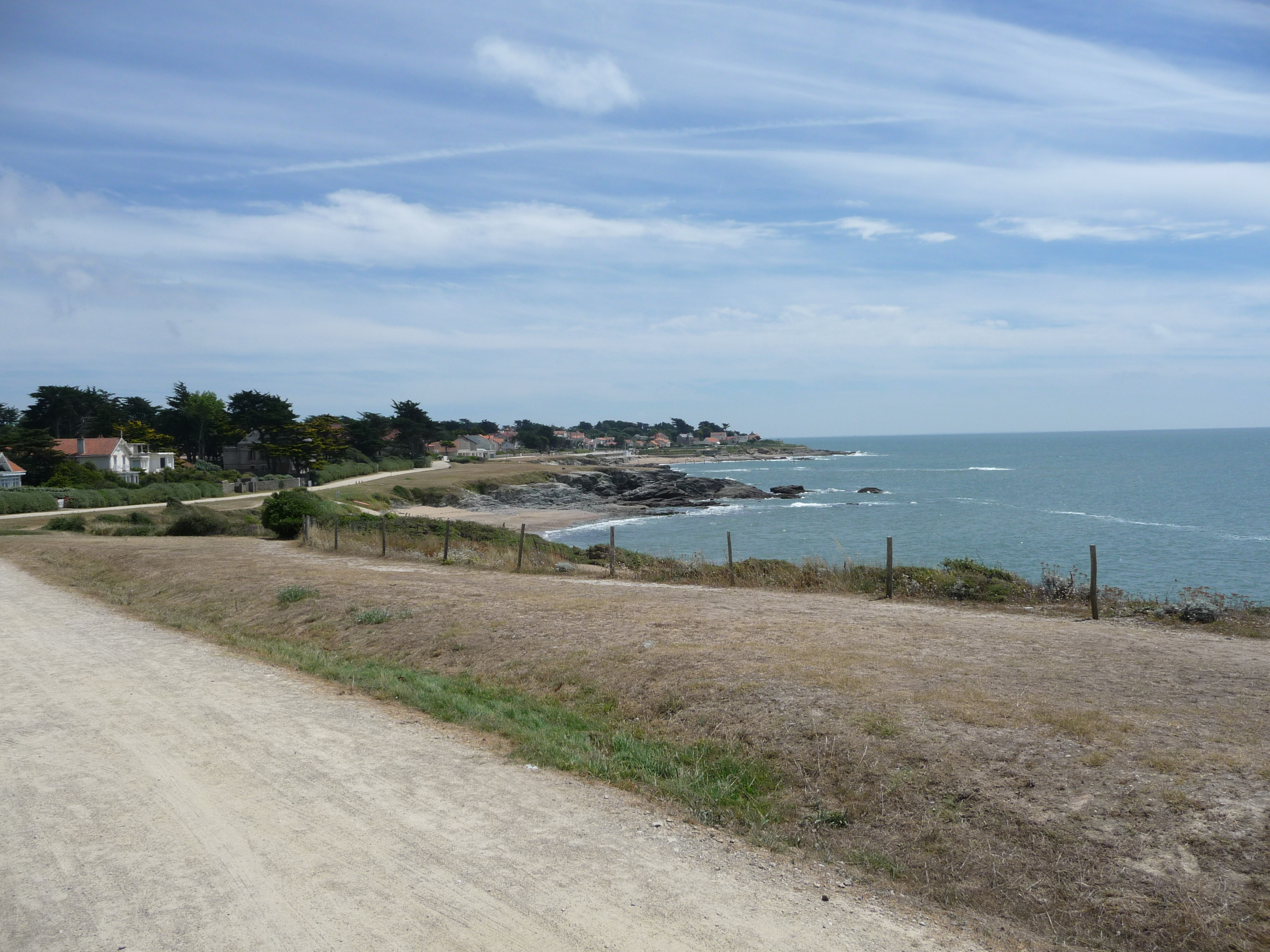
Corniche de la Hutte.

### Emblèmes

#### Héraldique
| Blason | Blasonnement : Taillé : au premier, de gueules au mouton d'or à la tête contournée ; au second, de sinople au dauphin aussi d'or ; à l'ancre d'argent surmonté d'un triangle dans le sens de la barre du même, posée en barre brochant sur la partition ; et au chef aussi d'argent chargé de cinq mouchetures d'hermine de sable. Commentaires : Le mouton rappelle que les landes préfaillaises hostiles à l'agriculture servaient toutefois à l'élevage des ovins. Le poisson et l'ancre rappellent que la pêche a toujours été une activité implantée sur la commune – supplantée aujourd'hui par la plaisance – et que l'océan borde tout l'ouest et le sud du territoire. Les mouchetures d'hermine évoquent le blasonnement d'hermine plain de la Bretagne, rappelant l'appartenance passée de la ville au duché de Bretagne. Les couleurs de gueules et de sinople figurent sans doute les couleurs rouge et verte du sémaphore de la pointe Saint-Gildas. Le dauphin était à l'origine un poisson d'or contourné, posé en fasce : à l'usage, le poisson contourné s'est transformé en dauphin. Blason conçu par Paul Messac (délibération municipale du 29 mai 1946), enregistré le 19 juillet 1972. |

#### Devise
La devise de Préfailles : Qui y mouille y reste.

### Personnalités liées à la commune
- Pierre Créange, poète français, habita Préfailles pendant la seconde guerre mondiale.
- Bernard Debré, homme politique français, médecin. Sa famille y possède une résidence secondaire. Bernard Debré est inhumé au cimetière du village.
- Michel Debré, père du précédent, Premier ministre de la Ve République, passait ses vacances d'été à Préfailles.
- Sophie Desmarets venait y passer ses vacances. Elle possédait une villa rue du Plateau.
- Hippolyte Durand-Gasselin, architecte, a réalisé beaucoup de villas préfaillaises (exemple : Ker Dagnet).
- Victoire Durand-Gasselin, architecte, arrière-petite-fille du précédent, préfaillaise active, a réalisé le Club-house du club des Amis de Préfailles (1957).
- Julie de Saint-Aignan dite Jules d’Herbauges (1816-1871), écrivaine, elle y séjourne quelquefois.
- Irène Jacob, actrice, vient parfois se reposer à Préfailles dans la résidence secondaire de sa famille maternelle.
- Maurice Jacob, physicien français.
- Jean Porcher, inventeur.
- Paul Ricœur.
- Éric Tabarly vécut à Préfailles, la rue principale du village, qui descend vers la mer, porte son nom (avenue de la Plage Éric Tabarly). La Villa Caprice est la maison de vacances d'enfant du navigateur. Il venait chez ses grands-parents à Prefailles. Elle est sur la gauche en descendant vers la Grande Plage.
- Frédérique Thibault, joueuse de tennis française.